# Дарија Николоди
Дарија Николоди, (итал. Daria Nicolodi; Фиренца, 19. јун 1950 — Рим, 26. новембар 2020) била је италијанска глумица, сценаристкиња и продуценткиња. Најпознатија је по улогама у хорор филмовима свог супруга Дарија Арђента, од којих је најзначајнија улога Ђане Бреци у филму Тамно црвено.
Њена ћерка је Азија Арђенто, такође позната глумица.

## Биографија
Дарија Николоди рођена је у Фиренци 19. јуна 1950. Њен отац био је правник, док се мајка бавила изучавањем древних језика. Унука је познатог италијанског композитора Алфреда Касеље. Преселила се у Рим крајем 60-их.
Даријин први муж био је вајар Марио Чероли, с ким је у браку провела свега 3 године. Са Мариом је 1973. добила ћерку Ану, која је погинула у саобраћајној несрећу 1994. Од 1974. Николоди је у браку са Дариом Арђентом, са ким је 1975. добила ћерку Азију Арђенто. Николоди се развела од Арђента 1985, али су њих двоје наставили да сарађују на филмовима и након развода.
Николоди је имала двоје унучади од Азије. Прво је добила унуку Ану, којој је Азија дала име по покојној полусестри, а затим, неколико година касније, добила је и унука Николу.

## Каријера
Пре почетка каријере у хорорима, Николоди се појавила у филмовима Годину дана на висоравни и Власништво више није крађа. Након тога, уследио је њен најважнији филм, Тамно црвено, на ком је упознала свог будућег супруга Дарија Арђента. У предстојећим годинама, Николоди је сарађивала са Арђентом у његовим бројним ђало филмовима. Једина је која се појавила у сва три филма из његове трилогије, Три мајке, Суспирија, Инферно и Мајка суза, мада је у Суспирији имала само камео улогу. Такође, Николоди је често помагала Арђенту у писању сценарија за филмове.

## Филмографија
| Улоге Дарије Николоди |                           |               |                          |              |
| Година                | Српски назив              | Изворни назив | Улога                    | Напомена     |
| 1970                  | Годину дана на висоравни  |               | Крокеросина              |              |
| 1973                  | Власништво више није крђа |               | Анита                    | Златни пехар |
| 1975                  | Тамно црвено              |               | Ђана Бреци               |              |
| 1977                  | Шок                       |               | Дора Балдини             |              |
| 1977                  | Суспирија                 |               | жена на аеродрому        | камео улога  |
| 1980                  | Инферно                   |               | Елисе де Лонгвале Адлер  |              |
| 1982                  | Безумље                   |               | Ен                       |              |
| 1985                  | Феномен                   |               | фрау Брукнер             |              |
| 1987                  | Опера                     |               | Мира                     |              |
| 2000                  | Гримизна дива             |               | Анина мајка              |              |
| 2007                  | Мајка суза                |               | Елисе Манди              |              |
| 2018                  | Суспирија                 |               | ауторка оригиналне приче |              |